# Marcus Fernaldi Gideon
Marcus Fernaldi Gideon, né le 9 mars 1991 à Djakarta, est un joueur de badminton indonésien spécialiste du double hommes. Il a remporté la médaille d'or aux Jeux asiatiques de 2018 avec son partenaire Kevin Sanjaya Sukamuljo.

## Palmarès

### Compétitions internationales individuelles
| Rang                               | Catégorie     | Partenaire              | Année | Lieu                            |
| ---------------------------------- | ------------- | ----------------------- | ----- | ------------------------------- |
| Jeux asiatiques :                  |               |                         |       |                                 |
| 1                                  | Double Hommes | Kevin Sanjaya Sukamuljo | 2018  | Jakarta et Palembang, Indonésie |
| Championnats d'Asie de badminton : |               |                         |       |                                 |
| 2                                  | Double Hommes | Kevin Sanjaya Sukamuljo | 2019  | Wuhan, Chine                    |
| Jeux d'Asie du Sud-Est :           |               |                         |       |                                 |
| 2                                  | Double Hommes | Kevin Sanjaya Sukamuljo | 2015  | Singapour, Singapour            |